# Bison Lake
Der Bison Lake (englisch für „Bison-See“) ist ein bis zu 8,3 km langer und 5,2 km breiter See im Norden der kanadischen Provinz Alberta östlich des Peace River. Er ist in einer 1905 entstandenen Landkarte als „Buffalo Lake“ eingetragen.

## Geschichte
Während der Auseinandersetzungen zwischen den Lubicon Cree und Alberta, vor allem aber mit der Bundesregierung in Ottawa, die Jahrzehnte anhielten, und in deren Verlauf sich 1990 auch die UNO für die First Nation einsetzte, erhielt der kleine See eine gewisse Bedeutung. Der Häuptling der Lubicon, Bernard Ominayak, hatte ihn während der Verhandlungen als heiligen Platz des Stammes bezeichnet. Es handelte sich um einen Begräbnisplatz. Der Stamm war nie aufgefordert worden, einen der sogenannten Numbered Treaties zu unterzeichnen, so dass ihm kein Reservat zur Verfügung stand. Zwar war es 1940 zu einer Absprache über ein Reservat von 25,4 Quadratmeilen (à ca. 2,59 km²) für die seinerzeit 127 Stammesangehörigen gekommen, doch durch den Zweiten Weltkrieg kam es nie zu einem Vertragsabschluss, zumal Malcom McCrimmon vom Department of Indian Affairs unbefugterweise 90 Stammesangehörige von der offiziellen Liste gestrichen hatte, und dem Stamm die Anerkennung verweigerte. Außerdem wurden die Kinder zum Besuch der Schule in Little Buffalo gezwungen, so dass der Stamm den Lubicon Lake verließ, um dort zu siedeln. Da das übliche Maß zur Einschätzung des Flächenbedarfs für ein Indian reserve in Kanada bei 128 Acre pro anerkanntem Stammesangehörigem lag, ihre Zahl 1988 aber auf 478 gestiegen war, und somit ihr Anspruch mittlerweile 95,6 Quadratmeilen umfasste (knapp 250 km²), lehnten die Lubicon das Landangebot der Regierung von 79 Quadratmeilen ab (etwas mehr als 200 km²). Darüber hinaus war innerhalb des letzten halben Jahrhunderts für etwa 5 Milliarden Dollar Erdöl von ihrem Land illegal ausgeführt worden, womit eine Entschädigung von 100 Millionen Dollar fällig war.
Hintergrund der Auseinandersetzungen ist die Forderung Albertas, das uneingeschränkte Recht an den Bodenschätzen zu erlangen, entweder durch Umsiedlungen oder durch Aneignung des Anspruches auf die Bodenschätze unterhalb der Reservate. 1943 entstand eine erste Publikation zu den Bodenschätzen am Bison-See, 1978 berichtete der Financial Post Survey of Mines and Energy Resources von Gasbohraktivitäten am See, über Versuchsbohrungen war bereits 1967 berichtet worden, während die Provinz offiziell noch mit den Lubicon verhandelte.